# Open Assistant

Logo von Open Assistant mit der Pfote von LAION.

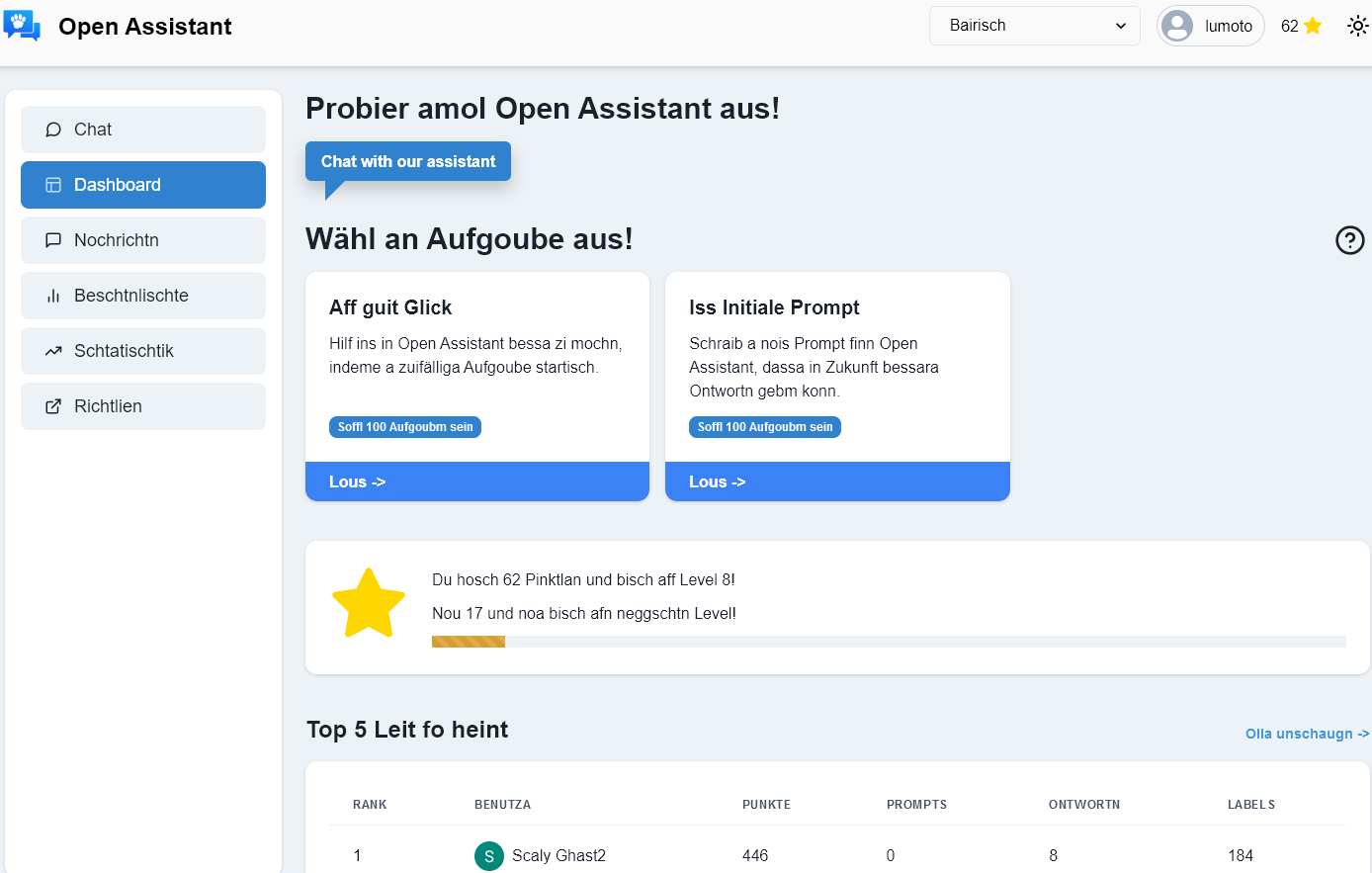
Open Assistant Dashboard

Open Assistant ist ein Open-Source Chatbot, der künstliche Intelligenz einsetzt, um mit Nutzern über textbasierte Nachrichten zu kommunizieren. Er nutzt moderne maschinelle Lerntechnologie, um Antworten zu generieren. Entwickelt wird das Projekt von einem Team von Freiwilligen und LAION. 13.500 Nutzer trugen seit Veröffentlichung 600.000 sogenannter Datenpunkte bei.
Zurzeit besteht der Datensatz zum Training von Open Assistant aus über 40 Sprachen, darunter auch Katalanisch, Bairisch, Esperanto und Baskisch.
Durch normales Chatten, Beantworten von Fragen und Einstufen von Antworten kann jeder Benutzer die Sprachkenntnisse des KI-Bots verbessern, spezielle Fähigkeiten sind nicht nötig.